# Flughafen Neubrandenburg
Flughafen Neubrandenburg, også benævnt Flughafen Neubrandenburg-Trollenhagen, Neubrandenburg Airport (IATA: FNB, ICAO: ETNU), er en regional lufthavn i byen Trollenhagen, Landkreis Mecklenburg-Strelitz, 6 km nordøst for Neubrandenburg i delstaten Mecklenburg-Vorpommern, Tyskland.

## Historie
I 1933 startede opførelsen af lufthavnen, og året efter var den færdiggjort og blev indviet som den militære "Fliegerhorst Neubrandenburg". Indtil 1942 fortsatte udvidelse af området, og med starten af 2. verdenskrig blev start- og landingsbanen belagt med beton, så større fly kunne benytte sig af stedet.
I 1944 bombede De Allieredes bombefly lufthavnen 2 gange, og stedet blev alvorlig skadet. Fra afslutningen af krigen til 1956 var lufthavnsområdet besat af Den Røde Hær. Der skulle gå 5 år, indtil der igen kom stor militær aktivitet på stedet. Det var DDR, der i 1961 placerede flere fly og kampenheder på stedet. Bl.a. var Jagdfliegergeschwader „Juri Gagarin“ placeret her med deres mange MiG-21 kampfly. Her var de placeret til kort tid efter Berlinmurens fald, hvor alle de militære enheder blev nedlagt.